# Mobilize Financial Services
Ne doit pas être confondu avec Mobilize (marque).
Mobilize Financial Services, marque commerciale de RCI Banque SA, est une filiale du groupe français Renault, au sein de la Business Unit Mobilize, spécialisée dans le financement et les services automobiles, la location longue durée et la location de batteries de véhicules électriques (Mobilize Lease&Co), ainsi que l’épargne et les moyens de paiement (Renault Bank). Elle a été précédemment connue sous le nom de Renault Crédit International (RCI), puis de RCI Bank and Services.

## Histoire

### Société de crédits
En 1924, Louis Renault fonde la DIAC (Diffusion industrielle et automobile par le crédit) qui propose des prêts pour l'achat de véhicules,. De 3 % en 1926, l’achat à crédit constitue 20 % des achats de voitures en 1929. La loi du 29 décembre 1934 accorde aux vendeurs de vente à crédit un droit de gage sur le véhicule vendu. En 1961, la moitié des 4CV vendues en France sont financées par la DIAC.
En 1974, Renault crée SOFIREN (Société Financière de Renault) pour financer l'achat des voitures Renault dans ses concessions en Europe (hors France), et gérer la marge brute d'autofinancement du constructeur automobile. En 1980, SOFIREN devient Renault Crédit International (RCI), puis fusionne avec la DIAC (Diffusion Industrielle de l’Automobile par le Crédit) en 1990. En novembre 2001, l’entreprise est renommée RCI Banque.
En février 2012, RCI Banque lance Zesto, un livret d’épargne ouvert aux particuliers. Ce livret d'épargne, totalement géré depuis internet, est le premier du genre à être exécuté par la filiale d'un constructeur automobile en France. Un compte à terme dénommé Pepito vient ensuite compléter l'offre de produits d'épargne à l'été 2013.

### Services et mobilité
Entre 2014 et 2015, l’entreprise enregistre une augmentation de 31,5 % du nombre de contrats liés aux services et décide de développer l’activité « services » à part entière. En février 2016, RCI Banque devient RCI Bank and Services. La dénomination sociale demeure RCI Banque SA.
En 2017, RCI Bank and Services devient l’actionnaire majoritaire de Karhoo (plateforme de réservation taxis et VTC),  acquiert Class & Co, la société mère de Yuso (solution automatisée de gestion des flottes taxis, VTC et services de livraison) et Marcel (plateforme de réservation VTC). La société lance le carnet d’entretien numérique à partir de la technologie blockchain. En juin 2018, RCI Bank and Services acquiert 75 % dans iCabbi (logiciel de gestion des flottes taxis et VTC),.
Au cours de l’année 2018, l’activité de financement retail pour la marque Nissan en Argentine et les premiers financements de stocks du réseau Lada en Russie. La banque accompagne également les constructeurs sur Internet : Au Brésil, 20 % des Renault Kwid vendues en 2018 ont d’abord été réservées en ligne, les clients de Dacia au Royaume-Uni peuvent financer et payer le modèle de leur choix en ligne. Un partenariat est lancé avec Octo Telematics pour pouvoir fournir des services télématiques et des analyses approfondies des données afin d'améliorer l'expérience des conducteurs. Son activité de collecte d’épargne fait ses débuts au Brésil en 2019, en Espagne en 2020, et aux Pays-Bas en 2021. En 2021, RCI Bank and Services fait l’acquisition de la société Bipi (offres d’abonnement automobile pour les véhicules d’occasion) et prend une participation dans heycar group (plateforme de vente en ligne de voitures d'occasion).
En 2020, RCI Bank and Services a commercialisé 1,8 service pour chaque véhicule immatriculé par les marques de l’Alliance sur son périmètre.

### RCI Bank and Services devient Mobilize Financial Services
En mai 2022, le groupe Renault rapproche sa marque mobilité Mobilize (lancée en 2020) et la captive financière RCI Bank and Services qui prend le nom commercial Mobilize Financial Services,. Mobilize Financial Services lance Mobilize Insurance, filiale proposant des plans d'« assurances à l'usage », et une carte de paiement permettant le financement de nouvelles offres de mobilité. 
Fin 2022, la filiale de location longue durée DIAC Location devient Mobilize Lease&Co qui procède à ses deux premières acquisitions, en Allemagne, au groupe MeinAuto, Mobility Concept et de MeinAuto, en juillet 2023. En août 2023, Mobilize fait l'acquisition de parts dans Select Car Leasing, une société de leasing au Royaume-Uni,,.

### Identité visuelle

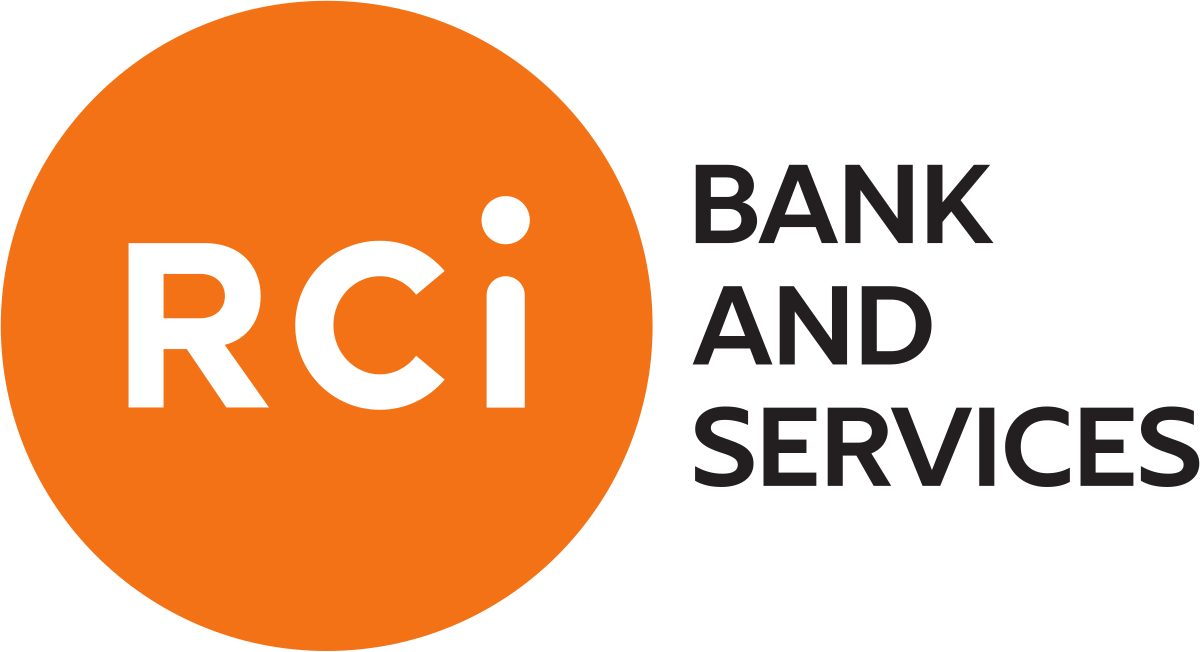
Logo de RCI Bank and Services jusqu'en 2022.

## Activités
Mobilize Financial Services propose des lignes de financement pour l’achat d’automobiles et des services d'assurances : maintenance des véhicules, extensions de garantie, etc.
La société propose également, à travers sa filiale Mobilize Lease&Co (ex-DIAC), des services liés à l’usage de l’automobile aussi bien pour des clients particuliers que professionnels, dont la location d’automobiles, la location avec option d'achat (LOA), la location longue durée (LLD), la location de batteries de véhicules électriques, et la gestion des flottes automobiles pour les entreprises.
Mobilize Financial Services finance également l’achat des véhicules neufs et d’occasion, des pièces de rechange, et répond aux besoins de liquidités à court terme des concessions de l’Alliance Renault-Nissan-Mitsubishi. L'entreprise dispose de filiales en Argentine, au Brésil, en Colombie, en Algérie, au Maroc, en Turquie, en Russie (filiale cédée en 2023), en Ukraine, en Corée du Sud et au sein de l'Union européenne.
Mobilize Financial Services propose un service de collecte d'épargne sur sept marchés : France, Allemagne, Autriche, Royaume-Uni, Brésil, Espagne et Pays-Bas. Cette activité de dépôt permet à la banque de sécuriser en interne une partie des crédits qu'elle octroie, et de répondre plus facilement aux besoins en fonds propres renforcés par les évolutions de la réglementation bancaire. Depuis janvier 2022, l'activité épargne devient Renault Bank, et le livret d'épargne Zesto est devenu sa seule offre en France. 
Mobilize Financial Services gère une activité e-paiement au sein du réseau des marques de l’Alliance, RCI e-payment. 

## Résultats
Mobilize Financial Services contribue très fortement au résultat du groupe Renault (1,2 milliard de résultat net avant impôt, contre 3,1 milliards pour la branche automobile en 2018). En 2022, RCI Banque enregistre une progression de 11,9% de son produit net bancaire qui atteint 2,04 milliards d'euros d'épargne en gestion.
| Année | Épargne                       | Financements                  | Financements      | Services        |
| Année | Volume (en milliards d'euros) | Volume (en milliards d'euros) | Dossiers financés | Contrats vendus |
| ----- | ----------------------------- | ----------------------------- | ----------------- | --------------- |
| 2018  |                               | 20,9                          | 1.798.900         | 4.800.000       |
| 2019  | 17,7                          |                               |                   | 5.092.196       |
| 2020  | 20,5                          | 17,8                          | 1.520.330         | 4.600.000       |
| 2021  | 24,4                          |                               | 1.415.841         | 4.700.000       |
| 2022  | 24,4                          | 18                            | 1.195.000         | 3.800.000       |
| 2023  | 28,2                          | 21                            | 1.274.000         | 3.900.000       |